# 2008 TC3

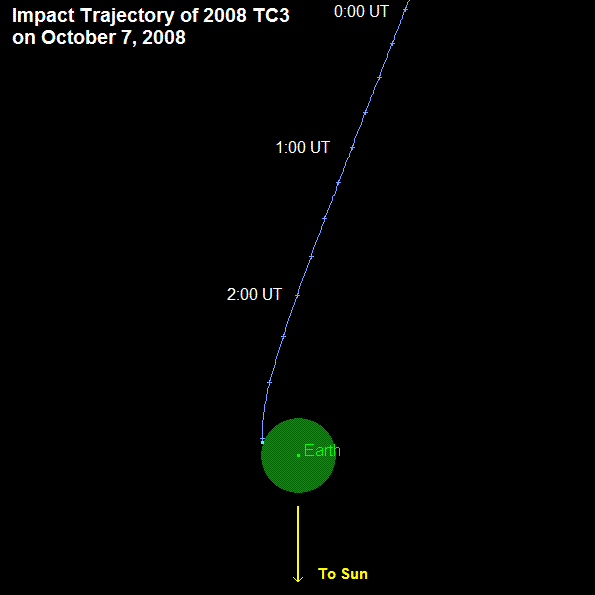
مدار الكويكب القريب من الأرض

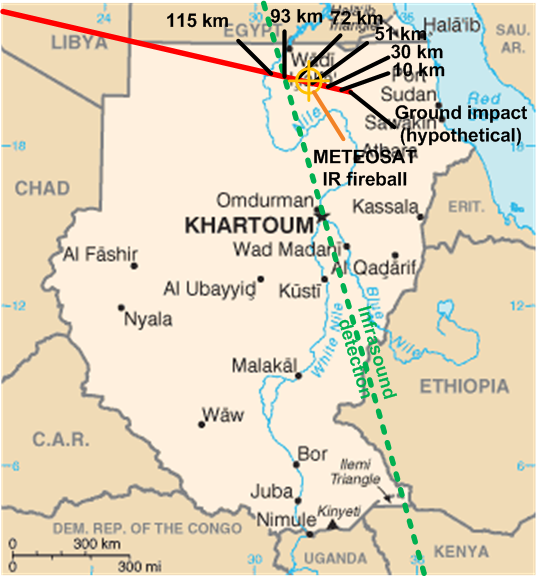
نقطة التأثير المحسوبة

كان النيزك 2008 TC 3 (التسمية المؤقتة للمكتشفين: 8TA9D69 ) أول كويكب تم التنبؤ بشكل صحيح باصطدامه بالأرض (دخوله الغلاف الجوي ). وقعت الحادثة في 7  أكتوبر 2008 فوق الصحراء النوبية . وبعد أشهر، تم العثور على أجزاء من الكويكب ( نيزك ) في موقع الاصطدام .

## الاكتشاف والمشاهدات والتنبؤ
اكتشف الكويكب الصغير جدًا في 6 أكتوبر 2008 حيث كان على بعد أكثر من 2000 ميل من الأرض. تم اكتشافه قبل ساعات من اصطدامه بالأرض بواسطة ريتشارد أ. كوالسكي ( مسح كاتالينا للسماء )، عندما كان لا يزال خارج مدار القمر. وفي أعقاب التقرير الأول، تم إجراء عدد كبير من المشاهدات والمتابعة الفلكية في جميع أنحاء العالم؛ وتم تسجيله حتى دخل في ظل الأرض في 7  أكتوبر الساعة 03:49 CEST . ومن خلال التقلبات الدورية في السطوع التي تم رصدها استنتج أن 2008 TC 3 كان يدور بسرعة حول نفسه بسرعة عالية . أظهر دورانه حول محورين دورات 99.173 ثانية و 96.988 ثواني. تم حساب مسار الاصطدام الدقيق من أكثر من 500 قياس فلكي . البيانات المدارية للنيزك البالغة مقاييسه حوالي 4 متر ، وكتلته 80 طن وأظهرت الحسابات أنه سيصطدم
بالأرض في يوم 7  أكتوبر 2008 الساعة 04:46 CEST فوق شمال السودان ، في الصحراء النوبية شرقي النيل . وبسبب الهندسة المدارية للكويكب، تم حساب دخوله إلى الغلاف الجوي للأرض بسرعة منخفضة نسبيًا تبلغ 12.8 كم/ثانية.  كما تم حساب زاوية الدخول بالنسبة للأفقي، لتكون حوالي 19 درجة. ونظرا لصغر حجم هذا الجسم السماوي، فإنه لم يكن من المتوقع حدوث أضرار كبيرة على الأرض.

## الاصطدام
أكدت قياسات الموجات تحت الصوتية من كينيا  نقطة دخول الكويكب وانفجاره بطاقة تقدر بـين 1.1 إلى 2.1  كيلو تي ان تي . وقع الانفجار على ارتفاع 37 كم عند 20.8 درجة شمالا وخط عرض 32.2 درجة شرقًا. وأكدت عمليات الرصد عبر الأقمار الصناعية أيضًا دخول الغلاف الجوي للأرض في الموقع المحسوب.  ملاحظات طياري طائرة ركاب تابعة لشركة KLM من على بعد 1400 كم وتسجيل كاميرا ويب في مصر من على بعد 725 كم أكدت دخول الكويكب إلى الغلاف الجوي.  وأشار الوميض الضوئي الذي تم رصده إلى أن الكويكب قد تفتت على عدة مراحل. ثلاثة شهود عيان على الأقل بالقرب من "محطة السكة الحديد رقم ستة" (بالإنجليزية: Station six) ) بين وادي حلفا والخرطوم شاهدوا شهابا وبعد دقائق سمعنا أصوات انفجارات. وقد تم تصوير آثار الدخان التي خلفها الكويكب في السماء من قبل شهود عيان من وادي حلفا في الصباح.

## البحث والتنقيب (نيزك المحطة 6)

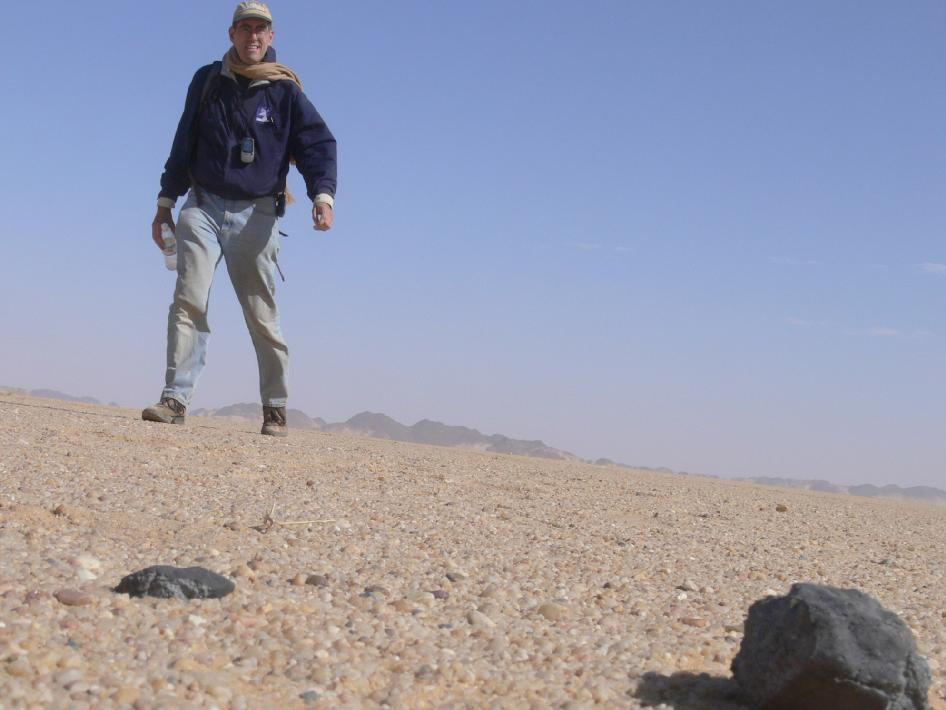
بيتر جينيسكينز مع أجزاء النيزك في موقع الاكتشاف

في البداية، كان من المفترض أن الكويكب سيحترق بالكامل في الغلاف الجوي. في ديسمبر 2008، قاد بيتر جينيسكينز ، العالم في معهد سيتي ، ومعاوية شداد من جامعة الخرطوم، رحلة بحث إلى منطقة سقوط النيزك المحتملة. في يوم 6 ديسمبر 2008، وبعد بحث منهجي تم العثور على عدة شظايا من الكويكب. وأظهر التحليل أنه كان عبارة عن يوريليت نادر وأسود للغاية وغني بالكربون، وربما ينتمي إلى الكويكبات الهشة من الفئة F. تم تسمية القطع التي تم العثور عليها رسميًا باسم المحطة 6 Almahata Sitta نسبة إلى محطة السكة الحديد الواقعة بالقرب من الموقع. كشف البحث الأول عن أكثر من 280 قطعة يبلغ وزنها الإجمالي ما يقرب من 4 كيلوغرامات. تم العثور على مساحة قدرها 30 كم طولها ويصل عرضها نحو 7  كم.  كما خصصت بعض المعثورات الأحدث للبيع .  و حصل ريتشارد أ. كوالسكي، مكتشف 2008 TC 3.  على جزء صغير من الكويكب .  وفي ديسمبر/كانون الأول 2009، نظمت جامعة الخرطوم ورشة عمل ورحلة استكشافية جديدة إلى موقع التحطم، حيث تمكن الأشخاص المهتمون من جميع أنحاء العالم من التسجيل للمشاركة فيها. أثناء الرحلة الاستكشافية، تم العثور على 250 قطعة صغيرة إضافية من الكويكب. وبحلول يناير 2010 تم العثور على أكثر من 600 قطعة من النيزك بإجمالي وزن 10.7 كيلوجرام . كانت كتل قطع النيزك تتراوح بين 1 إلى 100 جرام، وكان وزن أكبرها 379 جرامًا.  ومن المثير للاهتمام بشكل خاص هو التركيب المختلف جدًا وكثافة القطع. فنحو 20 % إلى 30 % من الكتل التي تم العثور عليها تنتمي إلى فئتين مختلفتين من الإنستاتيتات والكوندريتات الكربونية . ومن المفترض بالتالي أن النيزك الأصلي كان عبارة عن تكتل يتكون من أجزاء مختلفة.

## الدراسات العلمية
ونظراً للظروف الفريدة للاكتشاف والمراقبة والاكتشاف، فإن 2008 TC 3 يحظى باهتمام علمي خاص. وتبين بعد ذلك أن الكويكب كان على شكل رغيف خبز ، ودخل الغلاف الجوي للأرض بالجانب المسطح أولاً. من المفترض أن 2008 TC 3 اصطدم في إحدى الأوقات بجسم أكبر. ومن المفترض الآن أن يساعد تقييم الأطياف ومقارنتها في تصنيف الكويكبات الأخرى في الفضاء. تم التعرف على 18 حمضًا أمينيًا مختلفًا في شظايا الكويكب، مما يدعم الافتراض القائل بأن مكونات أصل الحياة ربما جاءت من الكويكبات. تم اكتشاف الهيدروكربونات العطرية متعددة الحلقات أيضًا، على الرغم من أنه ليس من الواضح بعد كيف يمكن لهذه المركبات العضوية المعقدة أن تتحمل درجات الحرارة العالية التي تصل إلى 1300 درجة مئوية  ، التي تعرض لها الكويكب منذ مليارات السنين.
في عام 2011، نُشرت نتائج علمية أظهرت أن 2008 TC 3 ربما نشأ من اصطدام ثلاثة كويكبات مختلفة، حيث حدثت الاصطدامات ببطء نسبيًا (بسرعة أقل من 0.5 كم/ثانية).  وبناءً على تركيب النيازك والتحليلات الطيفية والبيانات المدارية للكويكبات المعروفة، يشتبه العلماء في أن الأصل يعود إلى عائلة كويكبات نيسا - بولانا ، التي اصطدمت بكويكبات من عائلتي فلورا وماساليا .

## الأهمية للمستقبل
ويظهر اكتشاف 2008 TC 3 أنه من الممكن العثور على الكويكبات التي تصطدم بالأرض في الفضاء ومن ثم التنبؤ بدقة موقعها ووقت اصطدامها. إن التنبؤ الصحيح باصطدامات الكويكبات أمر مهم حتى نتمكن من اتخاذ التدابير الدفاعية أو الإخلاء في الوقت المناسب في حالة حدوث اصطدام وشيك من كويكب كبير. ومع ذلك، فإن التوقعات طويلة الأجل (في نطاق السنوات) فهي ضرورية جدا للوقاية . ولتحقيق هذه الغاية، توجد برامج مراقبة مختلفة مثل برنامج لينكولن لأبحاث الكويكبات القريبة من الأرض (LINEAR)، الذي يهدف إلى تصنيف الكويكبات القريبة من الأرض وإجراء أبحاث عنها. بدعم من أبحاث SETI، أنشأ بيتر جينيسكينز "تحالف TC3 التالي" ، الذي يهتم ب جمع أكبر قدر ممكن من المعلومات الشاملة حول الاصطدامات الوشيكة والتي حدثت بأجسام من الفضاء.

## روابط الويب
- قالب:IAU MPC
- قالب:JPL Small-Body Database
- 2008TC3 bei NEODyS (englisch)

- تأثير 2008 TC3 صباح يوم الثلاثاء
- كويكب يصطدم بالأرض الليلة
- الكويكب الذي اصطدم بالأرض
- تقرير المراقبة بواسطة ماتياس بوش، مرصد ستاركينبرج هيبنهايم
- تقرير شبيغل أونلاين بعد الاصطدام
- [وصلة مكسورة] كويكب في مسار تصادم، مقتطف من فيلم على ARTE